# 愛すみれ
愛 すみれ（あい すみれ、3月17日 - ）は、宝塚歌劇団宙組に所属する娘役。
大阪府豊能郡、梅花中学校出身。身長166cm。愛称は「あり」、「あいみ」。

## 来歴
2007年、宝塚音楽学校入学。
2009年、音楽学校卒業後、宝塚歌劇団に95期生として入団。入団時の成績は7番。宙組公演「薔薇に降る雨／Amour それは…」で初舞台。その後、雪組に配属。
2025年6月23日付で雪組から宙組へ組替え。

## 主な舞台

### 初舞台
- 2009年4 - 5月、宙組『薔薇に降る雨』『Amour それは…』（宝塚大劇場のみ）

### 雪組時代
- 2009年7 - 10月、『ロシアン・ブルー』『RIO DE BRAVO!!（リオ デ ブラボー）』
- 2010年2 - 4月、『ソルフェリーノの夜明け』『Carnevale（カルネヴァーレ）睡夢（すいむ）』
- 2010年6 - 9月、『ロジェ』『ロック・オン!』
- 2010年10 - 11月、『はじめて愛した』（ドラマシティ・日本青年館）
- 2011年1 - 3月、『ロミオとジュリエット』
- 2011年4 - 5月、『黒い瞳』『ロック・オン!』（全国ツアー）
- 2011年7月、『ハウ・トゥー・サクシード』（梅田芸術劇場）
- 2011年9 - 11月、『仮面の男』『ROYAL STRAIGHT FLUSH!!』
- 2012年1月、『インフィニティ-限りなき世界-』（バウホール）
- 2012年3 - 5月、『ドン・カルロス』 - 幻覚（女）、新人公演：トレド公女（本役：此花いの莉）『Shining Rhythm!』
- 2012年7 - 8月、『フットルース』（梅田芸術劇場・博多座） - ジーター
- 2012年10 - 12月、『JIN-仁-』 - お夏、新人公演：篠（本役：千風カレン）『GOLD SPARK!-この一瞬を永遠に-』
- 2013年2月、『ブラック・ジャック』（ドラマシティ・日本青年館） - 赤井
- 2013年4 - 7月、『ベルサイユのばら-フェルゼン編-』 - 新人公演：農民（本役：千風カレン）
- 2013年8 - 9月、『若き日の唄は忘れじ』 - 藤次郎の妻『ナルシス・ノアールII』（全国ツアー）
- 2013年11 - 2014年2月、『Shall we ダンス?』 - ダンサー、新人公演：バーバラ（本役：大湖せしる）『CONGRATULATIONS 宝塚!!』
- 2014年3 - 4月、『心中・恋の大和路』（ドラマシティ・日本青年館） - おかね／村娘
- 2014年6 - 8月、『一夢庵風流記 前田慶次』 - ふね、新人公演：大政所なか（本役：梨花ますみ）『My Dream TAKARAZUKA』
- 2014年10 - 11月、『パルムの僧院-美しき愛の囚人-』（バウホール） - ヴィオレッタ／ルチアーナ
- 2015年1 - 3月、『ルパン三世 -王妃の首飾りを追え!-』 - 新人公演：マリー・ルゲイ（本役：舞咲りん）『ファンシー・ガイ!』
- 2015年5月、『星影の人』 - お島『ファンシー・ガイ!』（博多座）
- 2015年7 - 10月、『星逢一夜（ほしあいひとよ）』 - 滝、新人公演：浩（本役：梨花ますみ）『La Esmeralda（ラ エスメラルダ）』
- 2015年11月、『銀二貫』（バウホール） - お里／太夫
- 2016年2 - 5月、『るろうに剣心』
- 2016年6 - 8月、『ローマの休日』（中日劇場・赤坂ACTシアター・梅田芸術劇場） - 美容院の客／雑貨売り
- 2016年10 - 12月、『私立探偵ケイレブ・ハント』『Greatest HITS!』
- 2017年2月、『New Wave!-雪-』（バウホール）
- 2017年4 - 7月、『幕末太陽傳（ばくまつたいようでん）』 - 女郎おもちゃ『Dramatic “S”!』
- 2017年8 - 9月、『CAPTAIN NEMO』（日本青年館・ドラマシティ） - モレーナ
- 2017年11 - 2018年2月、『ひかりふる路（みち）〜革命家、マクシミリアン・ロベスピエール〜』 - イザベル／酔客『SUPER VOYAGER!』
- 2018年3 - 4月、『誠の群像』 - 大原女／紫陽花『SUPER VOYAGER!』（全国ツアー）
- 2018年6 - 9月、『凱旋門』 - 娼婦『Gato Bonito!!』 初エトワール
- 2018年11 - 2019年2月、『ファントム』 - ジャム エトワール
- 2019年3 - 4月、『PR×PRince』（バウホール） - リリー
- 2019年5 - 9月、『壬生義士伝』 - 貴婦人（松乃）／芸者『Music Revolution!』 - カゲソロ
- 2019年10月、『ハリウッド・ゴシップ』（KAAT神奈川芸術劇場・ドラマシティ） - キャノン・チェイス
- 2020年1 - 3月、『ONCE UPON A TIME IN AMERICA（ワンス アポン ア タイム イン アメリカ）』 - ペギー
- 2020年9 - 10月、『NOW! ZOOM ME!!』
- 2021年1 - 4月、『fff-フォルティッシッシモ-』 - ブロイニング夫人『シルクロード〜盗賊と宝石〜』
- 2021年5 - 6月、『ほんものの魔法使』（バウホール・KAAT神奈川芸術劇場） - ベアトリーチェ
- 2021年8 - 11月、『CITY HUNTER』 - アキ『Fire Fever!』 エトワール
- 2022年1月、『Sweet Little Rock 'n' Roll』（バウホール） - マクリーン
- 2022年3 - 6月、『夢介千両みやげ』 - 春駒太夫『Sensational!』
- 2022年7 - 8月、『心中・恋の大和路』（ドラマシティ・日本青年館） - お清
- 2022年10 - 12月、『蒼穹の昴』 - 西太后付き女官
- 2023年2 - 3月、『海辺のストルーエンセ』（KAAT神奈川芸術劇場・ドラマシティ） - 王太后ユリアーネ・マリーエ
- 2023年4 - 7月、『Lilac（ライラック）の夢路』 - マイネック夫人『ジュエル・ド・パリ!!』
- 2023年8 - 9月、『双曲線上のカルテ』（ドラマシティ・日本青年館） - ジーナ・ムッソリーニ エトワール
- 2023年12 - 2024年2月、『ボイルド・ドイル・オンザ・トイル・トレイル』 - シャーロック・ホームズ002・老婆『FROZEN HOLIDAY（フローズン・ホリデイ）』
- 2024年4 - 5月、『ALL BY MYSELF』（相模女子大学グリーンホール・NHK大阪ホール）
- 2024年7 - 10月、『ベルサイユのばら-フェルゼン編-』 - カロンヌ子爵夫人
- 2024年11 - 12月、『愛の不時着』（東京建物 Brillia HALL・梅田芸術劇場） - マ・ヨンエ
- 2025年3 - 6月、『ROBIN THE HERO』 - ミス・オフィーリア『オーヴァチュア!』

### 宙組時代
- 2025年9 - 2026年1月、『PRINCE OF LEGEND』 - 実相寺光彦『BAYSIDE STAR』